# الکساندر موشکوفسکی
الکساندر موشکوفسکی (آلمانی: Alexander Moszkowski؛ ۱۵ ژانویهٔ ۱۸۵۱ – ۲۶ سپتامبر ۱۹۳۴) یک طنزنویس، پدیدآور، رمان‌نویس، فیلسوف، و نویسنده لهستانی‌تبار اهل آلمان بود. وی برادرِ بزرگترِ موریتس موشکوفسکی بود.
وی با بسیاری از افراد سرشناس زمانه در آلمان دوستی و رفاقت داشت؛ از جمله آلبرت اینشتین و او بود که نخستین بار، در تابستان ۱۹۲۰ میلادی، کتابی منتشر کرد و نظریه نسبیت را بر سر زبان‌ها انداخت. او در زندگینامه‌اش نوشت: «در آغاز قرن بیستم، پرسش از امکان‌پذیریِ وجود جهان‌های دیگر با فیزیک و ریاضیات تغییریافته، به‌طور گسترده مطرح خواهد شد.»